# Tumbling Dice
〈Tumbling Dice〉(원래 〈Good Time Women〉이라고 불림)는 1972년 롤링 스톤스의 더블 음반 《Exile on Main St.》을 위해 믹 재거와 키스 리처즈가 쓴 싱글로, 이 음반의 리드 싱글이다. 프랑스 샤토 빌라 넬코트의 지하실에서 녹음된 이 곡은 미국 빌보드 핫 100 차트 7위, 영국 싱글 차트 5위로 정점을 찍었다. 가사는 어떤 여자에게도 충실할 수 없는 도박꾼의 이야기를 담고 있다. 이 음악은 블루스 부기우기 리듬을 가지고 있으며 불규칙한 서정적 구조와 "그루브"로 유명하다.
〈Tumbing Dice〉는 1972년 6월 3일 브리티시컬럼비아주 밴쿠버의 퍼시픽 콜리시엄에서 초연된 이후 이 밴드의 많은 콘서트에서 공연되었다. 〈Tumbling Dice〉의 커버 버전은 레게, 블루그래스, 노이즈 록과 같은 다양한 스타일로 만들어졌다. 여성 관점에서 업데이트된 버전은 1978년 린다 론스태트의 히트곡 40곡으로, 영화 《FM》과 그녀의 음반 《Simple Dreams》에 수록되어 있다.

## 참여 인원
- 믹 재거 – 리드 보컬, 리듬 기타
- 키스 리처즈 – 리드 기타, 백 보컬
- 믹 테일러 – 베이스 기타
- 찰리 와츠 – 드럼
- 지미 밀러 – 드럼 (코다)
- 니키 홉킨스 – 피아노
- 바비 키스 – 섹소폰
- 짐 프라이스 – 트럼펫, 트럼본
- 클리디 킹, 베네터 필즈, 셜리 매튜스 – 백 보컬